# Zandveldhagedissen
Zandveldhagedissen (Nucras) zijn een geslacht van hagedissen uit de familie echte hagedissen (Lacertidae).

## Naam en indeling
De wetenschappelijke naam van de groep werd voor het eerst voorgesteld door John Edward Gray in 1845. Er zijn tien soorten waarvan de meest recent beschreven soort bekend is sinds 1972. Een aantal soorten behoorden eerder tot andere geslachten, zoals Lacerta en Teira.

### Soorten
Het geslacht omvat de volgende soorten, met de auteur en het verspreidingsgebied.
| Naam                | Auteur              | Verspreidingsgebied                                  |
| ------------------- | ------------------- | ---------------------------------------------------- |
| Nucras boulengeri   | Neumann, 1900       | Oeganda, Tanzania, Kenia, Zambia                     |
| Nucras caesicaudata | Broadley, 1972      | Mozambique, Zimbabwe, Zuid-Afrika                    |
| Nucras holubi       | Steindachner, 1882  | Zuid-Afrika                                          |
| Nucras intertexta   | Smith, 1838         | Namibië, Botswana, Zimbabwe, Mozambique, Zuid-Afrika |
| Nucras lalandii     | Milne-Edwards, 1829 | Zuid-Afrika, Swaziland                               |
| Nucras livida       | Smith, 1838         | Namibië, Zuid-Afrika                                 |
| Nucras ornata       | Gray, 1864          | Tanzania, Malawi, Zambia, Botswana, Namibië          |
| Nucras scalaris     | Laurent, 1964       | Angola                                               |
| Nucras taeniolata   | Smith, 1838         | Zuid-Afrika                                          |
| Nucras tessellata   | Smith, 1838         | Namibië, Botswana, Zuid-Afrika                       |

## Uiterlijke kenmerken

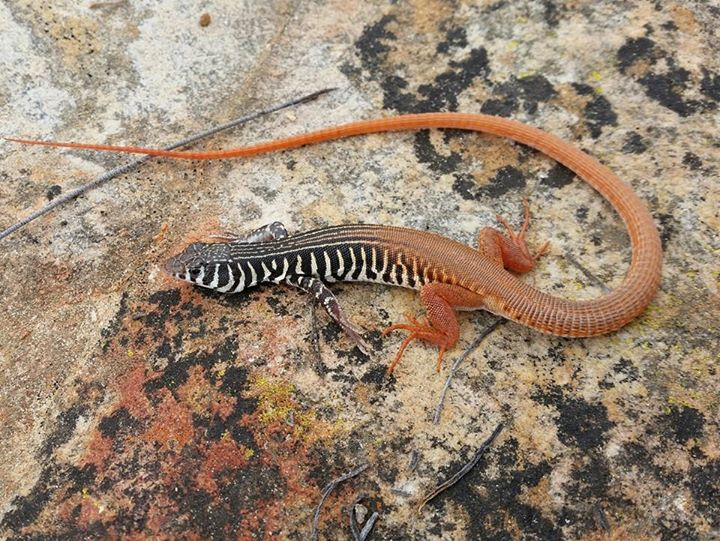
Nucras tessellata heeft een fel rode staart.

De lichaamslengte is variabel en loopt uiteen van vijftien tot 25 centimeter, inclusief de staart. De lichaamskleur is meestal bruin tot roodbruin, overeenkomstig met de kleur van de ondergrond waarop de dieren leven in westelijk Afrika.
Zandveldhagedissen hebben een veel langwerpiger lichaam in vergelijking met andere groepen van echte hagedissen. Ook staan de poten duidelijk verder uit elkaar, het lichaam doet enigszins slangachtig aan.
Veel soorten hebben een felle staartkleur wat dient om roofdieren af te leiden. Zowel oranje als blauwe kleuren komen voor, vooral bij de jongere dieren. Als de hagedis bij zijn staart wordt gegrepen wordt deze afgeworpen en groeit later weer een nieuwe staart aan. Dit verschijnsel wordt wel caudale autotomie genoemd.
De verschillende soorten zijn lastig uit elkaar te houden omdat de schubbenpatronen zelfs per soort afwijken, wat erg ongebruikelijk is voor sterk aan elkaar verwante hagedissen.

## Levenswijze
Alle soorten zijn overdag actief en bodembewonend. Op het menu staan vooral insecten zoals kevers en termieten. Een aantal soorten jaagt actief op schorpioenen, de soort Nucras tessellata is er zelfs in gespecialiseerd.
De vrouwtjes zetten eieren af in zelf gegraven holletjes onder stenen. Ze zetten meerdere legsels af per seizoen.

## Verspreiding en habitat
De hagedissen komen allemaal voor in delen van zuidelijk Afrika. Ze leven in de landen Angola, Botswana, Kenia, Mozambique, Namibië, Oeganda, Swaziland, Tanzania, Zambia, Zimbabwe en Zuid-Afrika.
De habitat bestaat uit scrubland, graslanden en savanne.

## Beschermingsstatus
Door de internationale natuurbeschermingsorganisatie IUCN is aan vier soorten een beschermingsstatus toegewezen. Drie soorten worden gezien als 'veilig' (Least Concern of LC) en één soort staat te boek als 'onzeker' (Data Deficient of DD).